# Alice the Piper
Série Alice Comedies
Alice and the Three Bears
(1924) Alice Cans the Cannibals
(1925)
Pour plus de détails, voir Fiche technique et Distribution.
Alice the Piper est est un court métrage d'animation américain muet de la série Alice Comedies sorti en 1924. Il se base sur le conte traditionnel du Joueur de flûte de Hamelin. 

## Synopsis
Alice et Julius se retrouvent dans la ville de Hamelin, envahie par des rats. Le roi offre une prime de 5$ pour être libérer des rongeurs, affiche modifiée par les rats en 5 000 $. Alice et Julius acceptent l'offre. Ils jouent de la musique et parviennent à les faire sortir de la ville mais pas à les faire se jeter dans la rivière mais un panneau. Heureusement un aspirateur géant leur permet de se débarrasser des rats et d'obtenir du roi la prime, mais celle de 5 $.

## Fiche technique
- Titre original : Alice the Piper
- Série : Alice Comedies
- Réalisation : Walt Disney
- Animation : Ub Iwerks, Rollin Hamilton, Thurston Harper

- Encrage et peinture : Lillian Bounds, Kathleen Dollard
- Photographie : Mike Marcus (animation), Harry Forbes (prise de vue réelle)
- Montage  : Georges Winkler
- Production :  Margaret J. Winkler
- Société de production : Disney Brothers Studios
- Société de distribution : Margaret J. Winkler (1924)
- Pays :  États-Unis
- Format d'image : noir et blanc - 35 mm - 1,37:1 - muet
- Genre : animation et prises de vues réelles
- Durée : 6 min 39[1]
- Date de sortie : 15 décembre 1924 (États-Unis)

Source : Walt in Wonderland

## Distribution
- Virginia Davis : Alice

## Commentaires
Produit en septembre-octobre 1924, il a été livré le 1er novembre 1924 et présenté en avant-première le lendemain au Bard's Hollywood Theatre à Los Angeles. 
Le scénario est une libre adaptation de l'histoire du Joueur de flûte de Hamelin d'après la version (1842) de Robert Browning, elle-même basée sur celle (1816) des frères Grimm. Les studios Disney ont fait une adaptation plus proche du texte original dans le court métrage de la série Silly Symphonies, The Pied Piper (1933).